# Carlo Luciano Alessio
Carlo Luciano Alessio (ur. 1919, zm. 2006) – włoski mykolog.
Carlo Luciano Alessio znany jest głównie ze swoich prac o grzybach z rodzajów Inocybe (strzępiak) i Boletus (borowik).
Przy nazwach naukowych utworzonych przez niego taksonów dodawane jest jego nazwisko Alessio.

## Wybrane publikacje
1. I Boleti, Ceva, Gruppo Micologico Cebano, 1969, 303 p.
2. Boletus Dill. ex L. (sensu lato), Saronno, Giovanna Biella, coll. « Fungi Europaei » (no 2), 1985, 712 p.
3. Supplemento a Boletus Dill. ex L. (sensu lato), Saronno, Giovanna Biella, coll. « Fungi Europaei » (no 2A), 1991, 126 p.
4. Boletus e Inocybe, Saronno, Giovanna Biella, coll. « Fungi non delineati raro vel haud perspecte et explorate descripti aut definite picti » (no 3), 1998, 40 p.